# Giuseppe Palma
Giuseppe Palma (Nápoles, Italia, 20 de enero de 1994) es un futbolista italiano. Juega de centrocampista y su actual equipo es el Acireale de la Serie D de Italia.

## Trayectoria
Formado en las categorías inferiores del Napoli, el 17 de julio de 2013 fue cedido por seis meses al Vicenza y jugó tres partidos disputando además el primero de su carrera como profesional. En enero del 2014, fue cedido al Paganese y en sus seis meses en el club, jugó 9 partidos. El 26 de febrero de 2015 el Napoli lo cedió al Spyris Kaunas lituano y el 22 de julio siguiente al Ischia Isolaverde.
El 2 de agosto de 2016 fichó libre por el Chiasso de la Challenge League (segunda división suiza). En 2017 volvió a Italia para jugar con el Mantova de la Serie D. La temporada siguiente se transferió al Rieti de la Serie C, donde se quedó un año y medio, rescindiendo su contrato en diciembre de 2019. Tras pasar por Turris y Messina, ambos de la Serie D, firmó un contrato de dos años con la Cavese en 2021.

## Selección nacional
Ha sido internacional con la selección de fútbol sub-16 de Italia y la sub-19.

## Clubes
| Club                             | País     | Año         |
| -------------------------------- | -------- | ----------- |
| Vicenza Calcio (cedido)          | Italia   | 2013        |
| Paganese Calcio 1926 (cedido)    | Italia   | 2014        |
| S. S. C. Napoli                  | Italia   | 2014 - 2015 |
| F. K. Spyris Kaunas (cedido)     | Lituania | 2015        |
| S. S. Ischia Isolaverde (cedido) | Italia   | 2015 - 2016 |
| F. C. Chiasso                    | Suiza    | 2016 - 2017 |
| Mantova 1911                     | Italia   | 2017 - 2018 |
| F. C. Rieti                      | Italia   | 2018 - 2019 |
| S. S. Turris                     | Italia   | 2019 - 2020 |
| A. C. R. Messina                 | Italia   | 2020 - 2021 |
| Cavese 1919                      | Italia   | 2021 - 2023 |
| U. S. Livorno                    | Italia   | 2023        |
| Città di Acireale                | Italia   | 2023 -      |